# Hans Fähnle

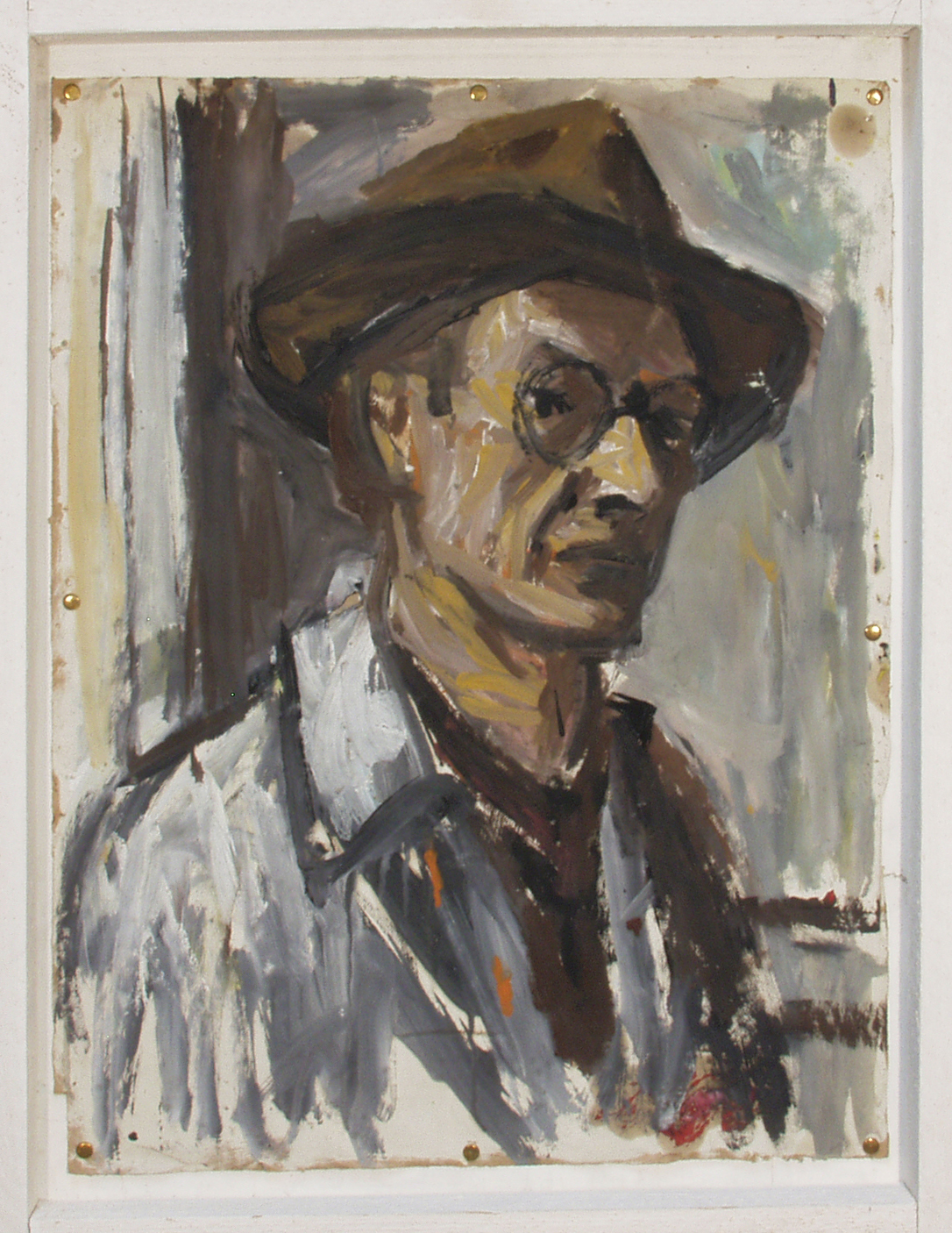
Selbstbildnis um 1950

Hans Fähnle (* 12. Juni 1903 in Flein bei Heilbronn; † 12. März 1968 in Stuttgart) war ein deutscher Maler und Grafiker.

## Leben
Fähnle war der Sohn eines Schulrektors. Er besuchte das Karlsgymnasiumin Heilbronn und danach die Evangelisch-Theologischen Seminare Schöntal und Bad Urach. Danach studierte Fähnle mit dem Berufsziel Zeichenlehrer von 1922 bis 1924 an der Kunstgewerbeschule und anschließend an der Kunstakademie Stuttgart bei Robert Poetzelberger, Christian Speyer und Robert Breyer. 1925 ging Fähnle gemeinsam mit seinem Stuttgarter Studienkollegen Richard Hohly an die Kunsthochschule Kassel, wo er Meisterschüler von Georg Burmester war. Anschließend wechselte er an die Vereinigten Staatsschulen für Freie und Angewandte Kunst in Berlin-Charlottenburg und war dort bis 1931 Meisterschüler von Hans Meid. Reisen mit Malaufenthalten führten Fähnle nach Paris, Südfrankreich, Venedig, Florenz, Rügen und immer wieder an den Bodensee.
Ende 1933 bis Mai 1934 verbrachte Hans Fähnle bei seiner Schwester Ruth Haasemann auf Gut Preten, deren Mann dort Gutsverwalter war. Ein Teil der Landschafts- und Dorfbilder aus dieser Zeit sind heute in Preten zu sehen.
Er pflegte Freundschaften mit der Bildhauerin, Journalistin und Kunsthistorikerin Franziska Sarwey, der Malerin und Galeristin Hanna Bekker vom Rath, den Malern Rudolph Müller, Franz Frank, Alfred Wais und dem Kreis der Akademieschüler um Wilhelm Geyer, wie z. B. Joseph Kneer, Alfred Lehmann, Manfred Pahl, Walter Wörn und Heinrich Wildemann. Während seiner Studienzeit hatte Fähnle Ateliers in Berlin und Hofheim am Taunus bei Frankfurt, außerdem nutzte er lebenslang ein Ferienatelier im Überlinger Elternhaus.
Seit 1935 lebte Fähnle wieder in Stuttgart, bald danach bis zu seinem Lebensende mit Atelier und Wohnung im 1913 erbauten Städtischen Atelierhaus Ameisenbergstraße 61. Direkte Ateliernachbarn waren sein Kommilitone Rudolph Müller und der ältere Eugen Stammbach, mit denen ihn eine konstruktive Malerfreundschaft verband. Seine erste große Einzelausstellung fand 1936 in der Galerie Schaller in Stuttgart statt. In der Zeit der nationalsozialistischen Verfemung der Moderne als „Entartete Kunst“ wurde Fähnle wegen seines noch geringen Bekanntheitsgrads zwar nicht von der NS-Kunstzensur verfolgt, aber es boten sich ihm keinerlei Möglichkeiten mehr, auszustellen.
1941 eingezogen, leistete er bis 1945 als Soldat Kriegsdienst. In dieser Zeit entstand der graphische Zyklus „Passion 1942“ (siehe unten: Werk). 1944 wurde sein Atelier mit dem Großteil seines Frühwerkes bei Bombenangriffen auf Stuttgart zerstört. Aus kurzer Kriegsgefangenschaft zurück in Stuttgart wirkte er ab 1946 beim Wiederaufbau des Städtischen Atelierhauses mit, gemeinsam mit dem langjährigen Freund Rudolph Müller und anderen Künstlerkollegen. Zusammen mit dem Bildhauer Emil Brüllmann und den Malern Hermann Hübsch, Anton Kaper, Heinrich Kübler sowie Rudolph Müller gründete Hans Fähnle die heute noch bestehende Freie Kunstschule Stuttgart (ab 1948 eingetragener Verein). Dort war er als Dozent für Malerei/Akt- und Kopfzeichnen bis 1956 tätig. 1952 gehörte er zu den Gründungsmitgliedern der Freien Gruppe Stuttgart in der Nachfolge der 1933 verbotenen Stuttgarter Neuen Sezession. Neben seiner Tätigkeit als Kunstlehrer war er als Illustrator tätig und schuf Sgraffiti und Wandmosaiken an Stuttgarter Bauten.
Seit den Kriegsjahren litt Fähnle an einer schmerzhaften Erkrankung, die ihn zunehmend belastete. Am 12. März 1968 starb Hans Fähnle an den Folgen eines
krankheitsbedingten Sturzes in seinem Stuttgarter Atelier.

## Werk
In seiner Malerei setzte sich Fähnle früh mit Hans von Marées, Max Beckmann, Lovis Corinth und Max Slevogt auseinander. War in seinen frühen Arbeiten der malerische Impressionismus seiner Lehrer spürbar, wandelte sich seine Malweise in den Berliner Jahren unter Einfluss des deutschen Expressionismus hin zu einer deutlichen Steigerung der Farbigkeit und ersten Versuchen zur Auflösung von Formen. Auch später kehrte er immer wieder zu den in Hell-Dunkel-Tönen großflächig gestrichenen, häufig gespachtelten Farbaufträgen dieser Zeit zurück. Sein reiches grafisches Werk zeigt ebenfalls die Auseinandersetzung mit expressiven Stilmitteln.
Hauptthemen seines Werks sind Landschaften, Blumenbilder, häusliche Szenen, Porträts, christliche und mythologische Szenen. In den Arbeiten seit 1941 werden traumatische Kriegserfahrung und gesteigerte menschliche Gefühle thematisiert. In den Jahren seines Kriegsdienstes entstand der Zyklus Passion 1942 mit 22 Kreidezeichnungen, den Alfred Eichhorn 1946 in einer Lichtdruck-Mappe herausgab (Originale heute in der Städtischen Galerie Albstadt).
Die künstlerische Bewältigung der Kriegserlebnisse und Leiden beschäftigten Fähnle bis zu seinem Lebensende 1968. In religiösen und mythologischen Themen drückte er Verzweiflung aus, stellte Gewalt, Trauer, Wut und Aggression dar. Seine Menschenbilder wurden zunehmend deformierter, die Bildräume enger. Seine Farben wurden eigenständiger und intensiver, die expressive Gebärdensprache steigerte die kompositorische Spannung. In den 50er Jahren nahmen die pastosen Farbaufträge zu, Formen wurden weitgehend surreal aufgelöst, vermehrt malte er blockhafte Körper und geometrisch abstrahierte Figuren, die auch seine zahlreichen, farbintensiven Blumenbilder dieser Zeit prägten. Auf vielen Reisen nach Spanien, Italien, Nordafrika und Griechenland entstanden lichte Landschaften in intensiv gedeckter Farbgestaltung. In den 60er Jahren experimentierte er zunehmend mit reduziert-abstrakten Formen und einer Verselbständigung der einzelnen Farben. Die Selbstbildnisse aus dieser Zeit spiegeln seine fortschreitende Erkrankung, an der er seit den Kriegsjahren litt.

## Ausstellungen
- 1936: Erste große Einzelausstellung, in der Galerie Schaller Stuttgart.
- Danach bis 1945: Keine Ausstellungstätigkeit.
- 1946 bis 1968: Regelmäßige Teilnahme an Ausstellungen des Württembergischen Kunstvereins und des Künstlerbundes Baden-Württemberg sowie Einzel- und Gruppenausstellungen.
- 1990: Städtische Galerie Albstadt
- 1996: Städtische Galerie Böblingen
- 1999: Kunststiftung Hohenkarpfen und Städtische Galerie Fauler Pelz in Überlingen
- 2013: Passion 42 – Kirchenausstellung in Flein, 17. Februar bis Karfreitag 29. März 2013[5][6]
- 2013: Hans Fähnle. Maler aus Flein – umfassende Retrospektive im Rathaus in Flein, 25. Oktober 2013 bis 15. Dezember 2013.
- 2014: Doppelausstellung in Überlingen: Galerie Fähnle, Hans Fähnle. Überlingen – Landschaft am See und Städtische Galerie Fauler Pelz Hans Fähnle. Auf dem Weg zu neuen Wahrheiten, 16. März bis 29. Juni 2014[7][8][9][10]

## Dauerausstellung in der Galerie Fähnle, Überlingen
Nach Fähnles Tod ließ sein Bruder Ernst Fähnle im Jahr 1969 ein modernes, kleines Ausstellungsgebäude unweit ihres Elternhauses in Überlingen errichten (Goldbacher Straße 70). Die so genannte „Galerie Fähnle“ dient seitdem der Aufbewahrung und Präsentation eines wesentlichen Teils des künstlerischen Nachlasses von Hans Fähnle.
Es handelt sich um rund 350 Gemälde, 6 Mappen mit rund 380 Grafiken und Arbeiten auf Papier, weitere 15 Mappen mit rund 900 Zeichnungen, Skizzen, Skizzenbüchern und sonstigen Arbeiten auf Papier sowie um ein großes Konvolut unsortierter Zeichnungen, Skizzen und Entwürfe. 1975 hatte Ernst Fähnle Grundstück, Ausstellungsgebäude und Sammlung der Stadt Überlingen auf der Grundlage eines Überlassungsvertrags mit einer Laufzeit von 50 Jahren übereignet.
Seit 2007 steht die Galerie Fähnle mit Sammlung aus wissenschaftlichen, künstlerischen und heimatgeschichtlichen Gründen unter Denkmalschutz. Der in der Galerie Fähnle vorhandene Nachlass an Gemälden wurde 2010 von Studierenden des Studiengangs Restaurierung an der Akademie der Bildenden Künste Stuttgart in einer Datenbank u. a. nach Sujet, Malweise und Entstehungszeit erfasst (unter der Leitung von Volker Schaible).
Am 20. April 2012 wurde in Überlingen der Förderverein Galerie Fähnle gegründet, der sich neben der Förderung des Kulturdenkmals Galerie Fähnle u. a. die Bekanntmachung des Werkes Hans Fähnles durch Förderung der Inventarisierung und wissenschaftlichen Aufbereitung zum Ziel gesetzt hat.
Als wichtiger weiterer Schritt auf diesem Weg begann am 11. Juli 2012 die Inventarisierung des künstlerischen Nachlasses an Werken auf Papier, die in der Galerie Fähnle in Schubladen und Mappen verschlossen aufbewahrt sind – wieder mit Hilfe der Akademie der Bildenden Künste Stuttgart und unterstützt vom Rotary Club Überlingen. Studierende des Studiengangs Restaurierung von Grafik-, Archiv- und Bibliotheksgut bei Irene Brückle erfassen und untersuchen unter der fachlichen Begleitung der freiberuflichen Papierrestauratorin Barbara Aull das umfangreiche grafische Werk an Grafiken, Zeichnungen, Gouachen, Aquarellen, Holzschnitten, Ölskizzen und weiteren Arbeiten in vielen anderen Techniken.